# Residencia de Suárez
A Residencia Presidencial de Suárez y Reyes, ou simplesmente Residencia de Suárez, é a residência oficial do presidente do Uruguai, assim chamada porque está localizada no cruzamento das ruas Suárez e Reyes, no bairro de Prado, Montevidéu. Atrás dela fica o Jardim Botânico de Montevidéu. Foi construída durante o primeiro mandato presidencial de José Batlle y Ordoñez.

## História
Em 1907, o lote de terra foi adquirido por Adelina Lerena de Fein em leilão. Lá, a família Fein Lerena ordenou a construção de uma casa de três andares pelo jovem arquiteto Juan María Aubriot, que terminou a obra em 1908.
Após a morte do proprietário da casa, a família decidiu vender a propriedade, que foi adquirida pelo alemão Werner Quincke. Ele encomendou reformas ao arquiteto Karl Trambauer, que acrescentou sua torre característica. A família Quincke vendeu-a à família Susviela Elejalde, que foi forçada a abrir mão de seus direitos ao Município de Montevidéu devido a problemas financeiros.

## Residência presidencial
Em 1925, os jovens Luis Batlle Berres e Matilde Ibáñez Tálice se conheceram enquanto caminhavam em frente a esta propriedade. Logo depois eles se casaram. Em 1947, Luis Batlle Berres já era presidente, e por sugestão de sua esposa eles escolheram esta mansão como sua residência oficial. Eles encomendaram reformas ao arquiteto Juan Scasso (que projetou e construiu o Estádio Centenario).

### Residentes
Os seguintes presidentes residiram na Residencia de Suárez:
- Luis Batlle Berres (o primeiro presidente a viver em Suárez)
- Andrés Martínez Trueba
- Jorge Pacheco Areco
- Juan María Bordaberry
- Aparicio Méndez
- Gregorio Álvarez
- Julio María Sanguinetti (duas vezes)
- Luis Alberto Lacalle
- Jorge Batlle Ibáñez
- Luis Lacalle Pou

Alguns outros decidiram não usá-la como residência oficial. Por exemplo: Óscar Diego Gestido, Tabaré Vázquez e José Mujica decidiram viver em suas próprias casas particulares.

## Galeria

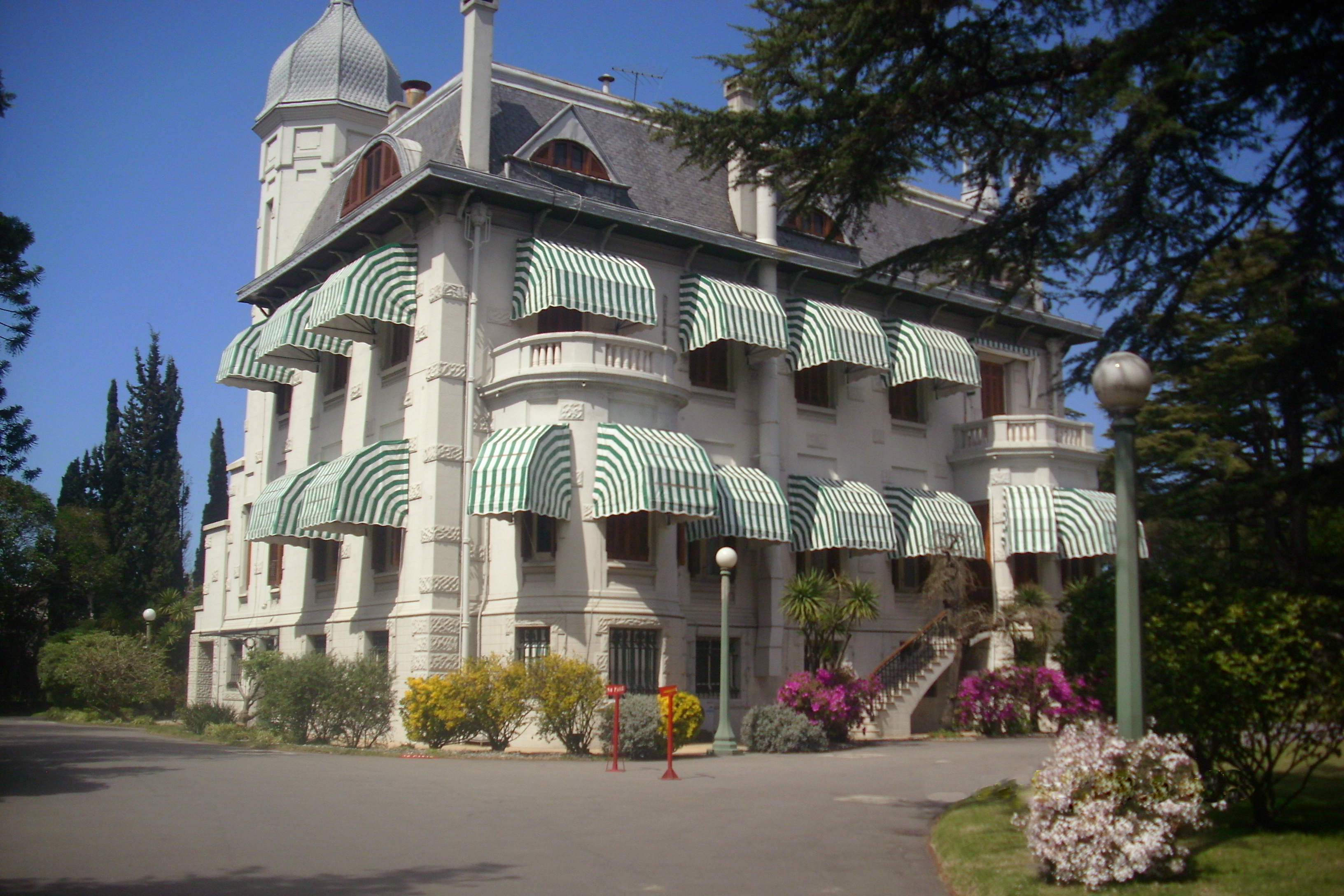
Fachada traseira
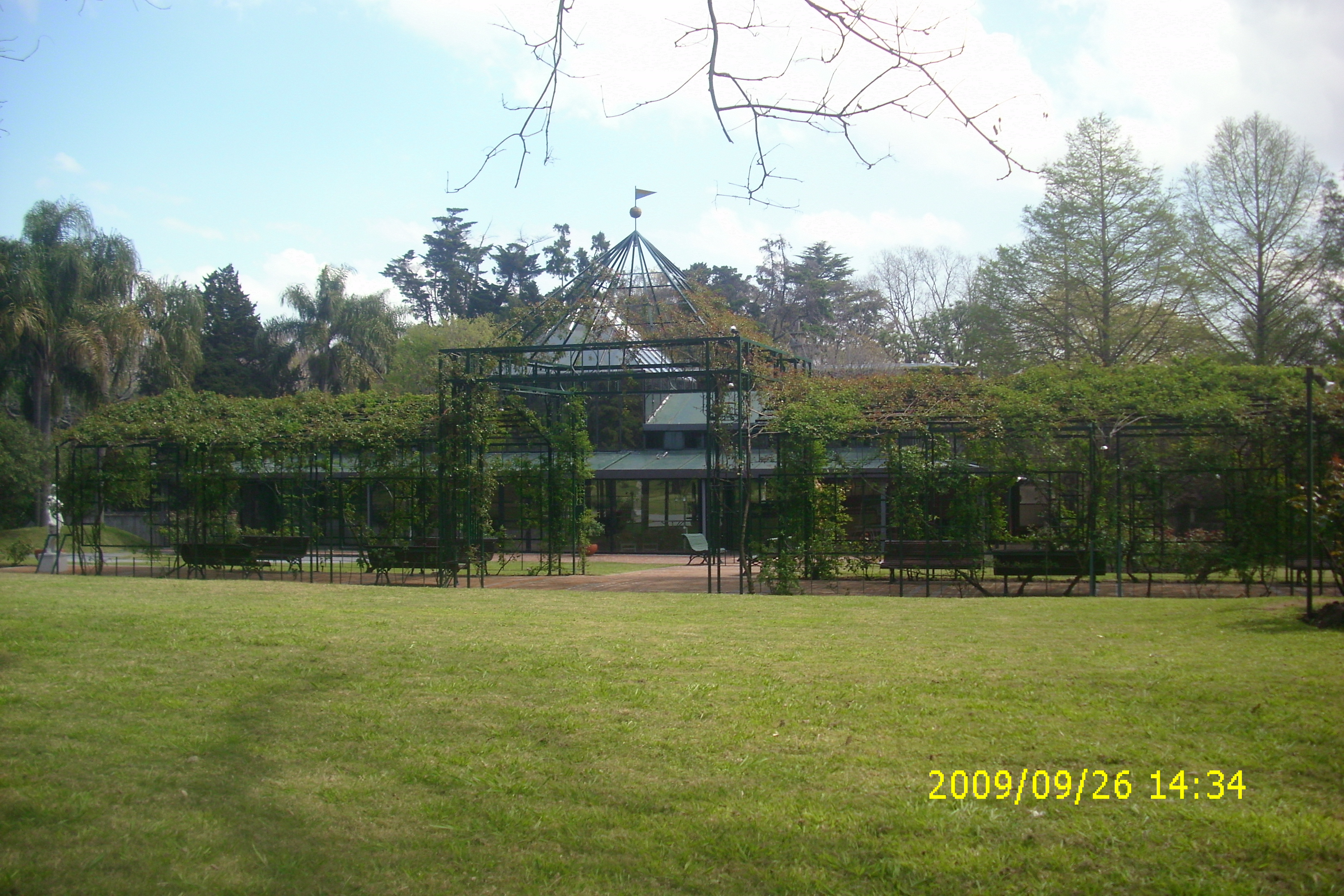
Jardim de rosas
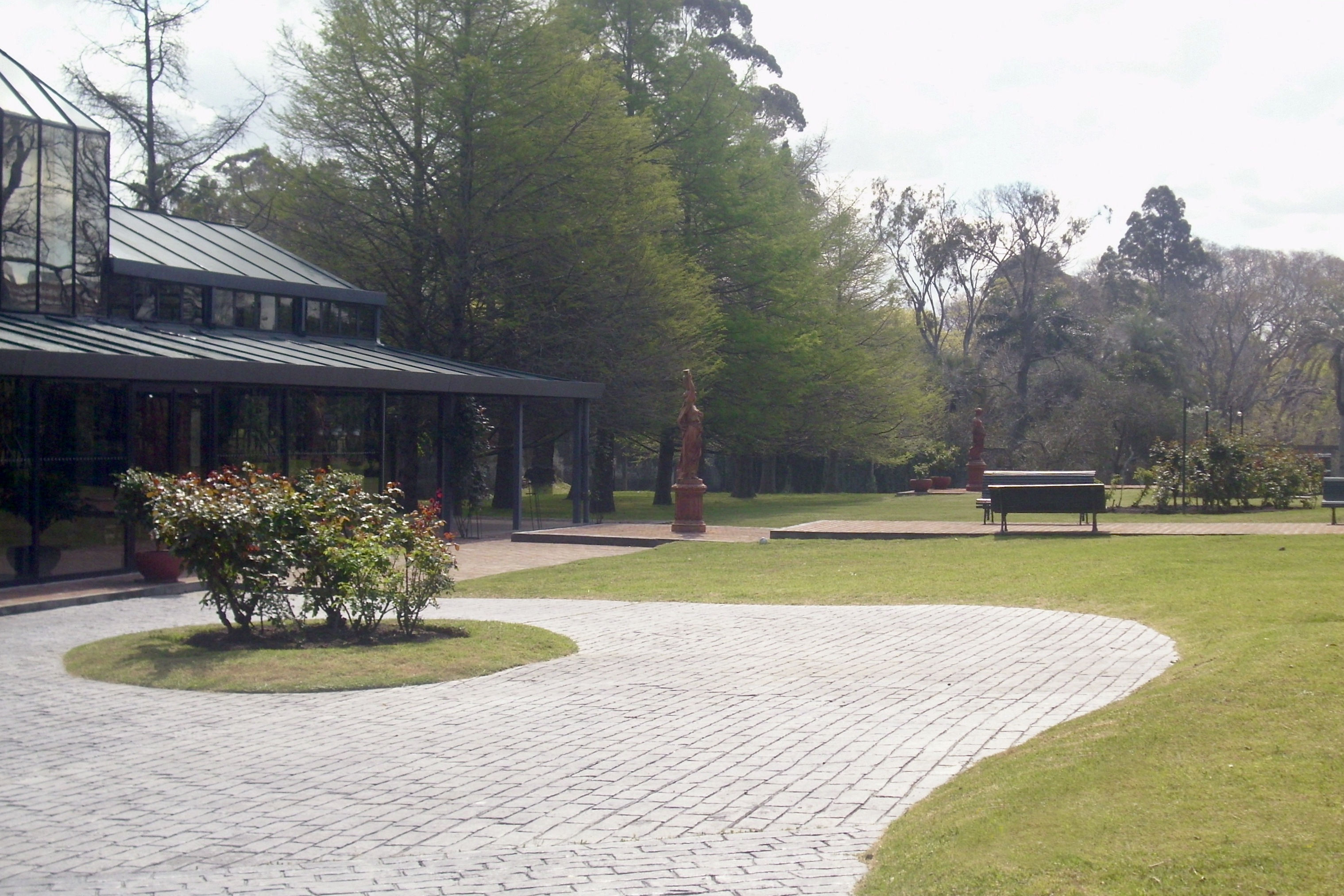
Quincho
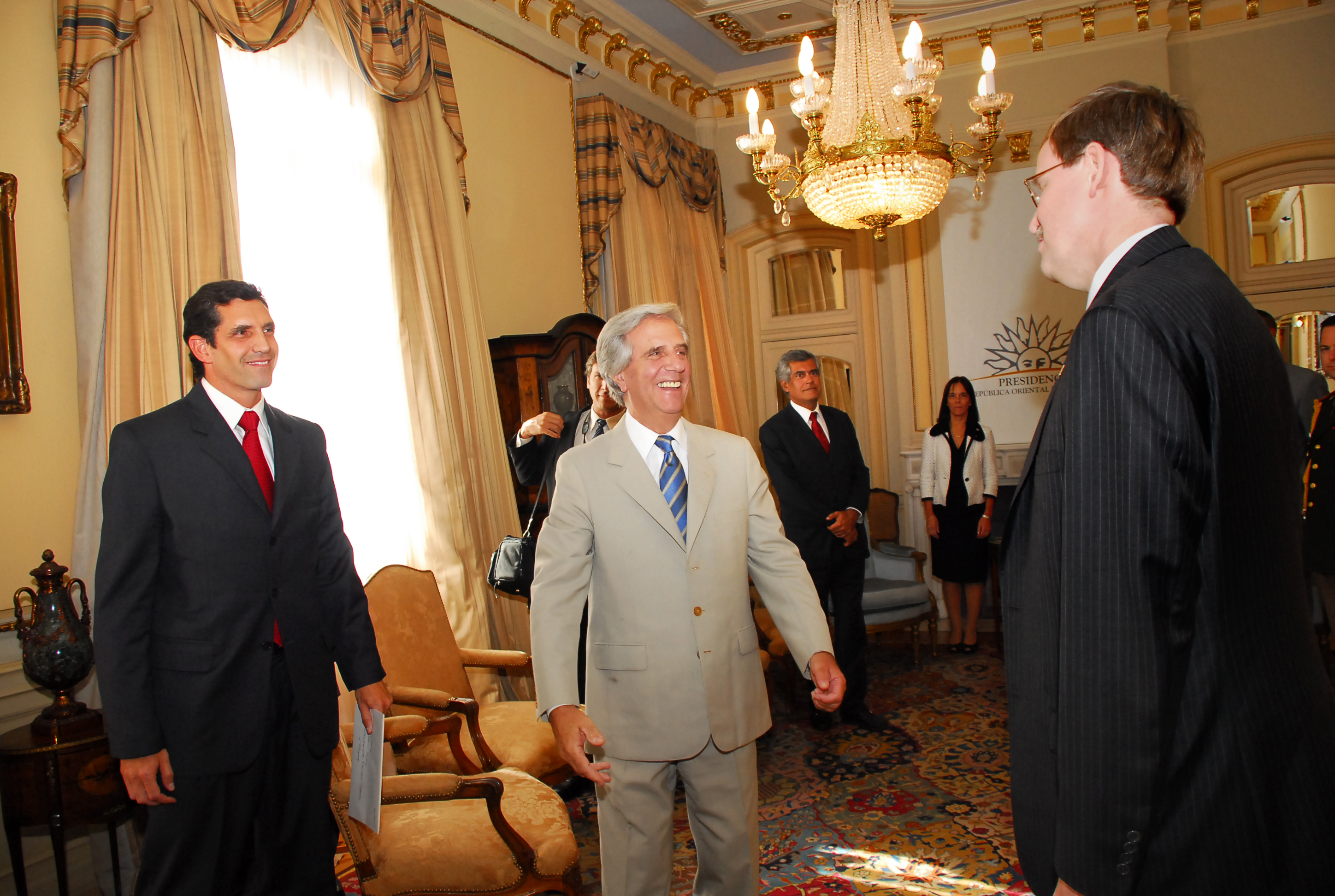
David D. Nelson, embaixador dos Estados Unidos, apresentando suas credenciais ao presidente Tabaré Vázquez em fevereiro de 2010.